# Mjesec je opet pun
Mjesec je opet pun je debitantski studijski album slovenske novovalovske skupine Avtomobili. Izšel je leta 1984 pri založbi Dokumentarna.

## Seznam pesmi
Vso glasbo je napisal Mirko Vuksanović. Vsa besedila je napisal Mirko Vuksanović, razen kjer je to navedeno.
Stran A
1. "Ona nosi uniformu" – 2:45
2. "Nebo" – 4:15
3. "Evo me"
4. "Ljubav koja veže" – 3:02
5. "Rođen" – 3:00
6. "Žilo"

Stran B
1. "Novac" – 3:24
2. "Pritisak"
3. "Ponekad" (Mirko Vuksanovič, Roman Nussdorfer)
4. "Da li je ovo kraj" – 4:21
5. "Velika prošlost"
6. "Mjesec je opet pun" – 3:03

## Zasedba
Avtomobili
- Marko Vuksanović — glavni vokal, spremljevalni vokal, bas kitara
- Miro Tomassini — spremljevalni vokal
- Roman Nussdorfer — kitara
- Mirko Vuksanović — električni klavir, sintesajzer, spremljevalni vokal
- Valter Simončič — bobni
- Mitja Mokrin — alt saksofon

Tehnično osebje
- Dušan Mandič — oblikovanje
- Dare Novak — inženiring